# Basilica di San Valentino
La basilica di San Valentino è uno dei monumenti religiosi della città di Terni.

## Storia

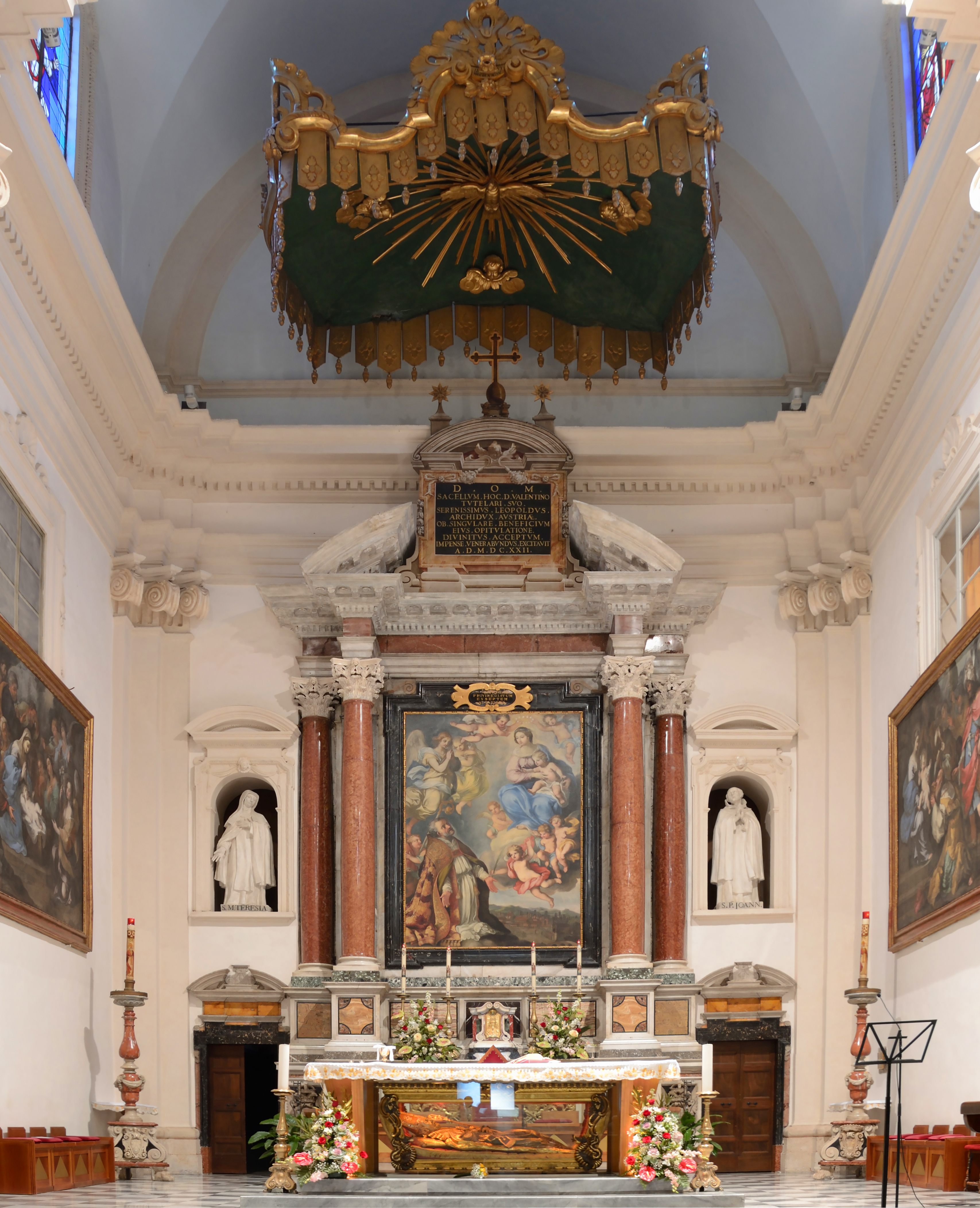
L'altare maggiore

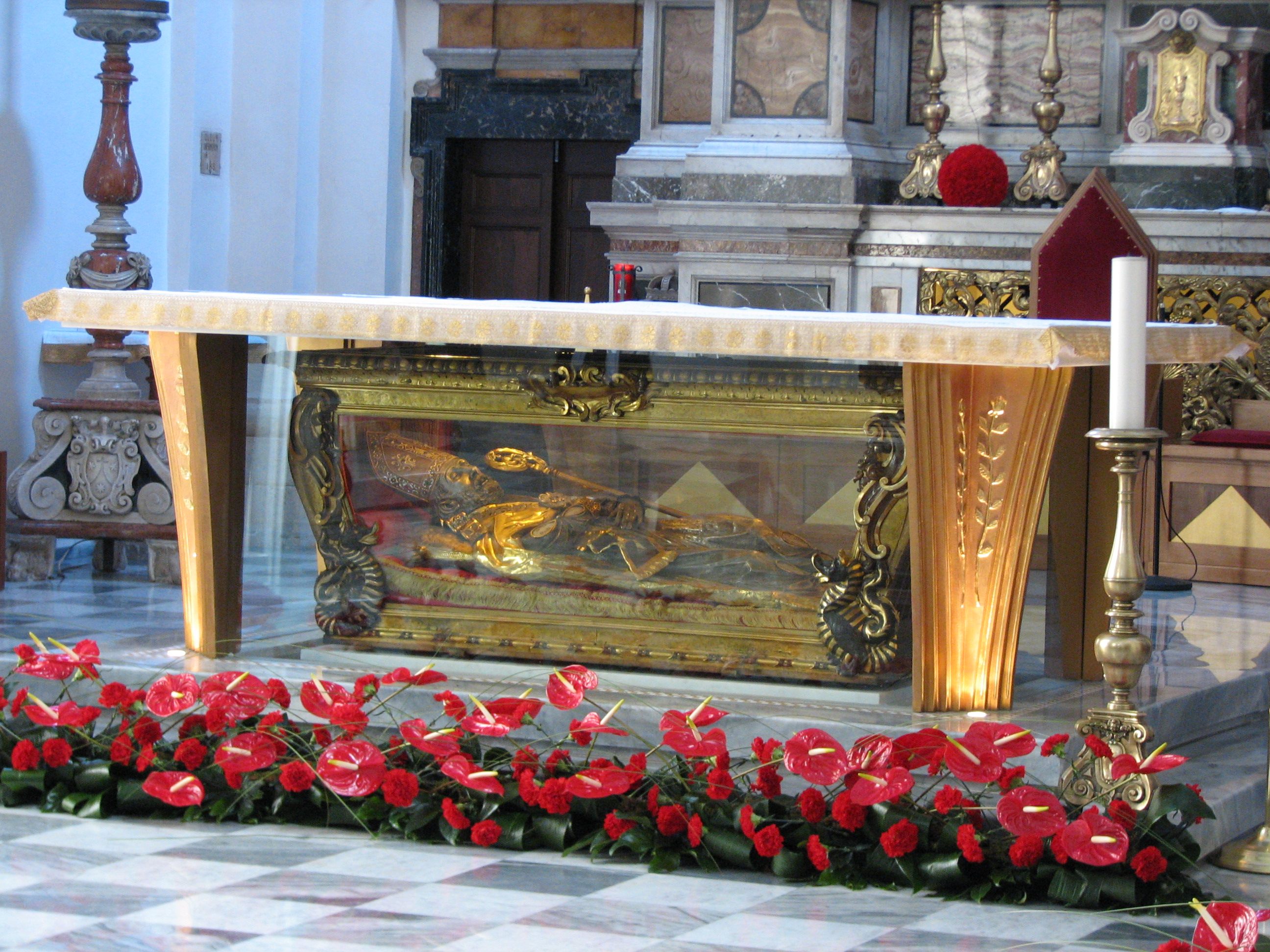
Altare nella basilica di San Valentino a Terni.

Il primo edificio risale al IV secolo, e fu costruito sopra la tomba del martire san Valentino, presso un'antica necropoli paleocristiana. Fu distrutta nel VI secolo dai Goti, e ricostruita poi nel VII secolo in due fasi distinte, la prima tra il 625 e il 632 e la seconda tra il 642 e il 648, quando la gestione dell'edificio fu affidata ai Benedettini.
Nel 742 la basilica fu teatro dello storico incontro tra il re longobardo Liutprando e papa Zaccaria. Il luogo dell'evento fu scelto dal sovrano dei Longobardi proprio per la presenza della salma del santo che si diceva avesse proprietà taumaturgiche. In quell'incontro Liutprando donò alla Chiesa di Roma diverse città, tra le quali Sutri.
L'attuale edificio risale però al XVII secolo, quando sotto il pontificato di papa Paolo V vennero iniziate con successo le ricerche delle reliquie del santo nel luogo in cui sorgevano le prime chiese. La nuova basilica fu ultimata nel 1618 quando vi furono traslati i resti del corpo del san Valentino ospitati nel frattempo nella cattedrale di Terni. Nel 1626, in occasione di una visita dell'arciduca Leopoldo V d'Austria, costui si fece carico, prima di ripartire, per le spese della costruzione di un nuovo altare maggiore in marmo che venne completato nel 1632. Dietro l'altare maggiore si trova il coro con la cosiddetta confessione di San Valentino, ovvero un altare, costruito proprio sopra la tomba del martire, al centro del quale si trova un dipinto risalente al XVII secolo che celebra il martirio del santo.

## Arte
- Pala del Cavalier d'Arpino con San Michele Arcangelo.
- Pala di Lucas de la Haye con Madonna con Bambino, San Giuseppe e Santa Teresa d'Avila.
- Altare ad arcosolio nella cripta.